# Luis Hernández (Fußballspieler, 1968)
Luis Arturo Hernández Carreón (* 22. Dezember 1968 in Poza Rica, Veracruz) ist ein ehemaliger mexikanischer Fußballspieler. Er gilt als einer der berühmtesten Spieler und erfolgreichsten Torjäger in der mexikanischen Fußballgeschichte. Für die mexikanische Fußballnationalmannschaft spielte er von 1995 bis 2004.

## Karriere
In Mexiko spielte er unter anderem für Cruz Azul und Monterrey, bevor er zu Club Necaxa wechselte. Mit dem Team aus Aguascalientes erlebte er mit zwei nationalen Meisterschaften, und je einem Pokal- und Superpokalsieg die erfolgreichste Zeit seiner Karriere. Nach einem kurzen Intermezzo 1997 bei den argentinischen Boca Juniors kehrte er zunächst zu Necaxa zurück, wechselte aber 1998 zum Ligarivalen Tigres. 2000 wechselte er in die Major League Soccer zu Los Angeles Galaxy, mit denen er einen Pokalsieg erringen konnte. 2001 kehrte er erneut nach Mexiko zurück, diesmal zu America, mit denen er seinen dritten mexikanischen Meistertitel feierte. Nach weiteren Stationen bei Veracruz, und Chiapas beendete Hernández 2005 seine aktive Karriere.
Mit der mexikanischen Fußballnationalmannschaft nahm er an den Fußball-Weltmeisterschaften 1998 und 2002 teil. Bei der Weltmeisterschaft 1998 erzielte er vier Tore für Mexiko. Außerdem wurde er mit sechs Treffern Torschützenkönig der Copa América 1997 in Bolivien. Weitere Erfolge mit der Nationalmannschaft beinhalten den Gewinn des FIFA-Konföderationen-Pokals sowie den zweimaligen Gewinn des Gold Cups.
Sein Spitzname lautet El Matador (der Killer), in Anspielung auf seine Effizienz vor dem Tor. Ein weiteres Markenzeichen während seiner aktiven Zeit waren seine langen, blonden Haare.

## Erfolge
- Mexikanischer Meister (3): 1994/95, 1995/96, 2001/02
- Mexikanischer Pokalsieger: 1994/95
- Mexikanischer Superpokal-Sieger: 1994/95
- US-amerikanischer Pokalsieger: 2001
- Nord- und Mittelamerikameister (2): 1996, 1998
- FIFA-Konföderationenpokal-Sieger: 1999